# Kristina Sigunsdotter
Kristina Sigunsdotter, ursprungligen Malin Kristina Gustafsson, född 25 januari 1981 i Västerås Lundby församling i Västmanlands län,, är en svensk författare, dramatiker och konstnär.

## Biografi
Kristina Sigunsdotter författardebuterade 2011 med diktsamlingen Sjöpojken, följt av den kritikerrosade dagboksromanen Rovfåglar osv. 2017 kom hennes första barnbok Min krokodil tror att den är en racerbil ut på Bonnier Carlsen. Tillsammans med illustratören Ester Eriksson tilldelades hon Augustpriset 2020 i barn- och ungdomskategorin för Humlan Hanssons hemligheter.
Kristina Sigunsdotters barnböcker finns översatta till ett tiotal olika språk, bland annat engelska, arabiska, tyska, danska, norska och koreanska.   
2009 debuterade Kristina Sigunsdotter som dramatiker med pjäsen Systrarna Stormhatt och det Stora Fågeläventyret som har satts upp på Dramaten och Stockholms Stadsteater. Sigunsdotter har även gjort musikaliska samarbeten och hennes texter har blivit tonsatta av bland andra Georg Riedel och Nicolai Dunger. Sigunsdotter tilldelades Västmanlands kulturstipendium 2010 och Västerås kulturstipendium 2013. 
Kristina Sigunsdotter är utbildad journalist och etnolog på Södertörns Högskola och har tidigare arbetat som projektledare för litterära projekt. Hon driver barnboksbloggen Little Literarian och är grundare av Poesifabriken, en poesiworkshop för barn. 
Som konstnär har Sigunsdotter gjort utställningar på bland annat  Studio 44, Not Quite Gallery, Logik 12:2, Spinnerei, Leipzig, Martin Van Blerk Gallery, Antwerpen och på USF i Bergen. 
Sedan 2024 innehar Kristina Sigunsdotter stol nummer 17 i Svenska barnboksakademin.  